# Зарнисор (район Рудаки)
Зарнисор (тадж. Зарнисор; до 2008 г. — Янгиобод) — село в районе Рудаки Республики Таджикистан. Входит в состав джамоата (сельской общины) Чоргултеппа.
Находится на расстоянии 3 км от районного центра (пгт. Сомониён).
Население — 3807 чел. (2017).